# کرتیر
کَرتیر یا کَردیر (زبان پارسی میانه: 𐭪𐭫𐭲𐭩𐭫) موبد بلندپایهٔ زرتشتی در دوران ساسانی بود که در زمان پادشاهی هفت شاهنشاه ساسانی به ترتیب اردشیر بابکان، شاپور یکم، هرمز یکم، بهرام یکم، بهرام دوم، بهرام سوم و نرسه می‌زیست. اقدامات کرتیر در زمینهٔ ارتقاء جایگاه سنت مزدیسنایی و سرکوب اقلیت‌های دینی دیگر، از جمله یهودیان، مسیحیان، بوداییان و مانویان پراهمیت پنداشته می‌شود. نام کرتیر در سنگ‌نوشته‌ها به صورت‌های مختلفی هجی شده‌است: در فارسی میانه <kltyl, kltyly, krtyr, kltyr>، در پارتی <krtyr>، در یونانی Karteir، و در قبطی Kardel. صورت فارسی میانهٔ مانوی این اسم <kyrdyr>، پارتی <kyrdyr, qyrdyr> و نگارش پارتی آن به خط سُغدی <kyyrʾδyyr> است. لقب او در دوره‌های مختلف نیز تغییر کرده و به مرور زمان قدرت و اختیارش بیشتر شده‌است. وی در دورهٔ شاپور یکم، کرتیر هیربد؛ در دورهٔ هرمزد یکم، کرتیر موبدِ هرمزد، به نام هرمزد بغ؛ در دورهٔ بهرام یکم، کرتیر موبدِ هرمزد؛ و در دورهٔ بهرام دوم: کرتیر موبد نیک‌بختِ بهرام و هرمزد ملقب شده‌بود.
کرتیر از خود چهار سنگ‌نوشته برجای گذاشت و تصویر او در سنگ‌نگاره‌های متعددی بازنمایی شده‌است و این امر، او را به تنها ناپادشاهی در دورهٔ ساسانی تبدیل می‌کند که از خود سنگ‌نگاره برجای گذاشته‌است. با وجود چنین قدرت و اختیاراتی، در هیچ متن مکتوبی از زندگی و کارهای او یاد نشده و اهمیت کارهای او تنها براساس سنگ‌نوشته‌هایش سنجیده می‌شود. چهار سنگ‌نوشتهٔ او عبارتند از: نقش رجب (KNRb)، نقش رستم (KNRm)، سرمشهد (KSM) و کعبهٔ زردشت (KKZ). سنگ‌نوشته‌های کرتیر قدیمی‌ترین شواهد مکتوب بومی دربارهٔ اصول اساسی مزدیسنا از زمان سنگ‌نوشته‌های هخامنشی هستند و ششصد سال با ادبیات مکتوب پهلوی (و هزار سال با قدیمی‌ترین نسخه‌های خطی) فاصلهٔ زمانی دارند؛ بنابراین، این سنگ‌نوشته‌ها برای مطالعهٔ سنت مزدیسنایی اوایل دورهٔ ساسانی حائز اهمیت بسیارند.
در طول تاریخ ساسانی، تنها کسی که علی‌رغم نداشتن مقام شاهی و عدم عضویت در خاندان شاهی توانسته نام، چهره و داستان خود را در قالب سنگ‌نوشته و نقش‌برجسته جاودانه کند، کرتیر است. او یکی از معدود افراد در تاریخ ساسانیان است که زندگینامهٔ خود را به روایت اول شخص ثبت کرده‌است و سنگ‌نوشته‌های او را می‌توان نوعی بیوگرافی محسوب کرد. اما در هیچ‌کدام از نوشته‌های ادبی و دینی زردشتی نامی از کرتیر به میان نیامده‌است. چرایی سکوت متون پهلوی و تاریخ‌نگاران مسلمان دربارهٔ کرتیر و موردتوجه بودن تنسر و آذرباد پسر مهراسپند در آیین زردشتی ساسانیان متقدم موضوع گمانه‌زنی‌های بسیاری پس از رمزگشایی سنگ‌نوشته‌ها شد. ژان دو مناش احتمال می‌دهد پس از آن که سنگ‌نوشته‌ها زیر خاک مدفون یا ناخوانا شدند، کرتیر نیز از خاطره‌ها محو گشت؛ شاید انزجاری که نرسه، سپس آذرباد، و در نهایت مهرنرسه، از کرتیر پراکنده بودند، در این امر مؤثر بوده باشد. احمد تفضلی بر این باور است که چون کرتیر از مذهب برای پیشبرد مقاصد سیاسی خود استفاده کرده بود، تاریخ‌نگاری زردشتی او را به فراموشی سپرد. از سوی دیگر، ریچارد فرای معتقد است که حذف کرتیر از تاریخ نمی‌تواند علتی سیاسی داشته‌باشد و در ادامه می‌گوید که این حذف یا علتی دینی دارد یا اینکه از کرتیر با نام «تنسر» یاد شده‌است.
هم در منابع ایرانی و هم در منابع غیر ایرانی گرایش به پیچیده‌سازی و اغراق در مورد کرتیر دیده می‌شود. تعدادی از پژوهشگران از چارچوب دیدگاه مدرن و نامربوط خود دیدی انتقادی و سختگیرانه نسبت به کرتیر دارند. زنر، کرتیر را «خشک‌مذهبی با شوق و حرارت بسیار» می‌داند و به «جریان عدم تساهل که توسط کرتیر به راه افتاد و مجدانه پیگیری شد» اشاره می‌کند. از او با عنوان «متعصب بی‌رحم، کرتیر، که موج بیگانه‌ستیزی حکومتی را رواج داد» و «تندرو» یاد می‌شود. از سوی دیگر، کرتیر فردی روحانی توصیف می‌شود که آرزومند حقیقتی دینی است که می‌بایست بر همگان آشکار شود. از بین منابع غیر ایرانی، نیسنر از «اشتیاق حکومت [ساسانی] به برنامه‌های کرتیر» صحبت می‌کند و می‌گوید «از نظر کرتیر، یهودیان بسیار پریشان شده‌اند».

## منبع‌شناسی
آثار اصلی دربارهٔ توضیحات و تفاسیر کتیبه‌های کرتیر توسط مکنزی (۱۹۸۹)، و ژینیو (۱۹۹۱) و (۱۹۸۹) انجام شده‌اند. همچنین ژینیو در جلد سوم (قسمت دوم) تاریخ ایران کمبریج (۱۹۸۳) دربارهٔ زندگی کرتیر بحث کرده‌است. به طور خاص دربارهٔ زبان کتیبه‌ها، شروو (۱۹۸۳)، (۱۹۸۹) و (۱۹۹۷) مهم‌ترین کارها را انجام داده‌است.
در زبان فارسی پژوهش‌های مختلفی دربارهٔ کرتیر و کتیبه‌های او انجام شده‌است. برای نمونه، احمد تفضلی به سیاست‌های دینی کرتیر پرداخته و نقش او در سیاست‌های اجرایی دین زردشتی را برجسته می‌داند و دلیل فراموشی نام او در منابع نوشتاری پهلوی، ارمنی و سریانی را ناشی از این می‌داند که به‌دلیل توجه بیش از حد کرتیر به سیاست، نام او از نوشته‌های دینی زدوده‌شد. پرویز رجبی برای نخستین بار سنگ‌نوشتهٔ کرتیر در کعبهٔ زردشت را مستقیماً از فارسی میانه به فارسی ترجمه کرد و مقدمه‌ای مفصل دربارهٔ کرتیر و بنای کعبهٔ زردشت و پیشینهٔ پژوهشی آن انتشار داد. داریوش اکبرزاده در کتابش علاوه بر پرداختن به زندگی کرتیر و سنگ‌نگاره‌ها و سنگ‌نوشته‌های او، ترجمهٔ فارسی همهٔ سنگ‌نوشته‌های کرتیر را نیز برای نخستین بار به زبان فارسی به‌صورت منسجم منتشر کرد ولی از آن‌جایی که این ترجمه‌ها براساس کارهای فیلیپ ژینیو و دیوید نیل مکنزی بوده و نگارنده مستقیماً از اصل پهلوی استفاده نکرده، دارای نارسایی‌هایی نیز هست.

## پیشینهٔ تاریخی
کرتیر از سنگ‌نوشته‌هایش در فارس شناخته می‌شود: در نقش رجب (KNRb)، نقش رستم (KNRm)، سرمشهد (KSM)، و بر کعبهٔ زردشت (KKZ). سنگ‌نوشتهٔ نقش رستم و سنگ‌نوشتهٔ مشابه‌اش در سرمشهد، محتوای سنگ‌نوشتهٔ کعبهٔ زردشت را نیز شامل می‌شوند. کعبهٔ زردشت روایت معراج را در بَر ندارد، در حالی که سنگ‌نوشتهٔ نقش رجب خلاصه‌ای از مفاهیم اصلی یک سنگ‌نوشتهٔ طولانی‌تر است.
همچنین از کرتیر در سنگ‌نوشتهٔ شاپور یکم بر کعبهٔ زردشت و سنگ‌نوشتهٔ نرسه در پایکولی (NPi؛ بین قصر شیرین و سلیمانیه) یاد شده‌است و در متن‌های مانوی به‌زبان‌های فارسی میانه، پارتی و قبطی نیز ذکر او رفته‌است. نام وی در هیچ‌جای دیگری ذکر نشده‌است، هرچند که ریچارد نلسون فرای عقیده دارد نام وی احتمالاً در تاریخ طبری تحت عنوان قاهِر، موبدان موبد اردشیر بابکان ثبت شده‌است. همچنین اینکه کرتیر همان شخصی است که مانویان آن را کَردِل می‌گفتند برای نخستین بار توسط هانس یاکوب پولوتسکی مطرح شد، حال آن‌که ارنست هرتسفلد وی را با تَنسر، روحانی افسانه‌ای بلندپایهٔ اردشیر یکم یکی می‌دانست.

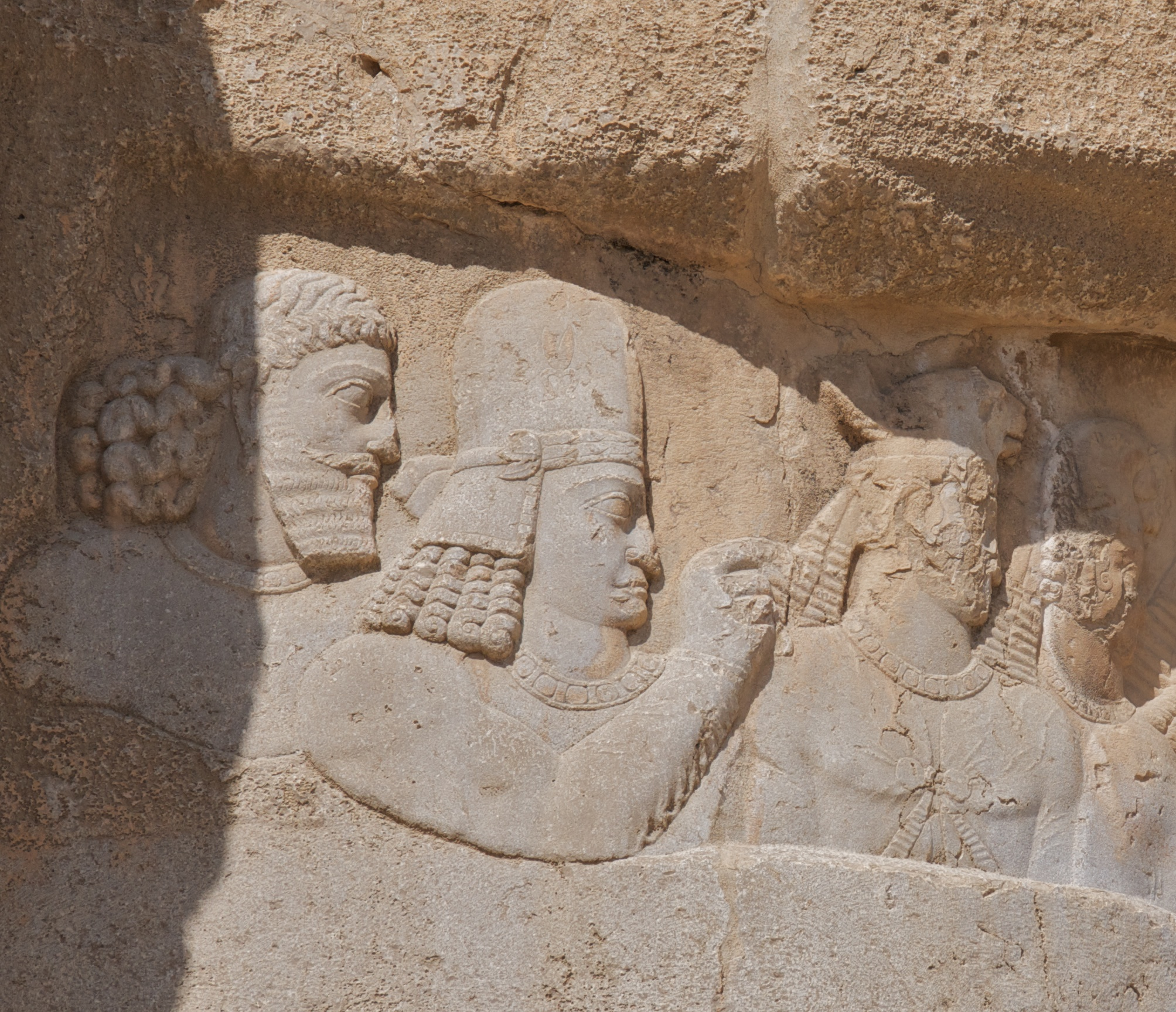
تصویر کرتیر در سنگ‌نگارهٔ بهرام دوم و درباریان که بر روی کلاهش علامت قیچی قرار دارد (نفر دوم از سمت چپ)

تصویر کرتیر در چندین سنگ‌نگاره بازنمایی شده‌است که اکثر آن‌ها متعلق به بهرام دوم بوده‌اند. کرتیر همیشه در نیم‌رُخ راست، همراه با کلاهی دایره‌ای با نشانی قیچی‌مانند، یک گردن‌بند با دانه‌های درشت مروارید و دستی بالا رفته که به نشانهٔ احترام با انگشتش اشاره می‌کند دیده می‌شود. کرتیر بدون ریش است و احتمالاً خواجه بوده‌است.
سنگ‌نوشته‌های کرتیر قدیمی‌ترین شواهد مکتوب بومی دربارهٔ اصول اساسی مزدیسنا از زمان سنگ‌نوشته‌های هخامنشی هستند و ششصد سال با ادبیات مکتوب پهلوی (و هزار سال با قدیمی‌ترین نسخه‌های خطی) فاصلهٔ زمانی دارند؛ بنابراین، این سنگ‌نوشته‌ها برای مطالعهٔ سنت مزدیسنایی اوایل دورهٔ ساسانی حائز اهمیت بسیارند. تمرکز این سنگ‌نوشته‌ها بر روی اخلاق (رفتار خوب یا بد) است و همانند دیگر ادیان بزرگ با اشاره به آنچه پس از مرگ انتظارِ روح را می‌کشد، وعده‌هایی داده می‌شود: پاداش برای نیکوکاران، مجازات برای ستمگران. سنگ‌نوشته‌های کرتیر به‌دلیل اندازه و زبان متنوع‌شان، مهم‌ترین اسناد برای فهم نظام نوشتاری، دستور زبان، و واژگان فارسی میانهٔ اولیه است و از این لحاظ فقط با سنگ‌نوشتهٔ نرسه در پایکولی و کتاب نیایش پهلوی قابل مقایسه است.

## نام و القاب

### نام
نام کرتیر در سنگ‌نوشته‌ها به صورت‌های مختلفی هجی شده‌است: در فارسی میانه <kltyl, kltyly, krtyr, kltyr>، در پارتی <krtyr>، در یونانی Karteir، و در قبطی Kardel. صورت فارسی میانهٔ مانوی این اسم <kyrdyr>، پارتی <kyrdyr, qyrdyr> و نگارش پارتی آن به خط سُغدی <kyyrʾδyyr> است.
هجی‌های مختلف (یونانی و قبطی <-ar->، یونانی <-ir->، سنگ‌نوشته‌ها <‑r‑>، مانوی <‑yr‑>) به یک شکل ابتدایی همراه با <r> واکه‌ای اشاره دارند و بنابراین ممکن است آوانویسی صحیح این نام kerd- (یا kird) باشد. والتر برونو هنینگ آن را به‌صورت Kerdēr آوانویسی کرده است، اما هجای آخر احتمالاً دارای –īr کشیده‌است و در یونانی به صورت -eir هجی شده‌است. در حالی که -ē- کشیده اصولاً با حرف اِتا هجی می‌شود.
اختلاف بین شکل مانوی و اَشکال یونانی و قبطی حاکی از آن است که کرتیر ممکن است بر یک شکل قدیمی از نام خویش که دیگر با تلفظ این نام در آن زمان مطابقت نداشت تأثیر گذاشته باشد. از جمله اشخاص دیگر با این نام، کردیر پسر اردوان است که در یک متن مانوی نیز به او تحت عنوان «کردیرِ اردوانان، دوست صمیمی پادشاه» اشاره شده‌است. به گفتهٔ آندره ماریک، یک سکهٔ منتشرنشده در موزهٔ کلکته دارای نوشتهٔ <kltylyy> است. این نام در شمال شرق ایران نیز یافت شده‌است: به زبان سغدی <krtʾyr> و به زبان باختری و خط براهمی <kirdira>.
این نام در اسم‌های مرکب نیز دیده می‌شود؛ مانند ترکیب کِردیر-شابوهر بر روی مُهری که پیش‌تر در گنجهٔ گراند-دوکال در فلورانس بود، و اکنون در موزهٔ هنرهای متروپولیتن نیویورک است، و ترکیب کِردیر-گُشنَسپ. در زبان باختری Kirdiro-ouarauran را برای *Kirdīr-warahrān، و خط براهمی که از پل شاتیال به‌دست آمده، Śrī-kirdira-piroysasya را برای *Kerdīr-pērōz دارد.

### معنای نام
این نام به صورت‌های مختلفی معنا شده‌است. ادوارد توماس آنچه را که در سطر ۲۷ سنگ‌نوشتهٔ نقش رجب به‌صورت <kytroum> خوانده، با <ktr> در زبان عبری مقایسه و سپس آن را «تاج» معنی کرد که این معنا را ادوارد وِست نیز پذیرفت. مارتین هاوگ به این معنی و مقایسه استناد کرد و «تاج» در یونانی، کیداریس، را افزود. در عین حال پنداشت که این واژه به «تاج گُل» اشاره دارد؛ دیهیمی که اورمزد در سنگ‌نگاره‌های تحلیف آن را به‌سوی پادشاهان نگه می‌دارد. با این حال، تئودور نولدکه در مقدمه‌ای که بر کتاب آندرئاس و اشتولتسه نوشت، در فرضیه‌ای احتمالی پیشنهاد داد که این نام می‌بایست معنای «دوست یا حامی» داشته‌باشد. با کشف سنگ‌نوشته‌های شاپور یکم و کرتیر بر کعبهٔ زردشت، روشن شد این واژه یک نامِ خاص است؛ بنابراین معنی‌های قدیمی کنار گذاشته شدند.
فردیناند یوستی قبلاً این واژه را در نامِ کردیر-شابوهر به آلمانی wirksame Kraft besitzend به‌معنای «دارای قدرت مؤثر» ترجمه کرده بود. این واژه در پارتی مانوی پیدا شده و در ابتدا تصور می‌شد معنای «تَرکِش» یا «اسب جنگی» دارد. هنینگ این واژه را به‌صورت «قدرت‌مند» ترجمه کرد و آن را با اسم خاص موجود در سنگ‌نوشته‌ها برابر گرفت، وی ادعا کرد که این واژه از ریشهٔ *kṛtibara- گرفته شده‌است اما توضیحی دربارهٔ آن نداد. هنینگ همچنین متوجه این واژه در یک سرود مذهبی شد که در آن مانی (مسیح؟) تحت عنوان wahīgār wxad kerdīr خطاب شده است و همچون یوستی پیشنهاد می‌دهد که این واژه به‌معنای «مؤثر، فعال» است. با این حال ترجمهٔ او به‌عنوان «قدرت‌مند» نیز به‌وسیلهٔ سرودهٔ M4590r5 (پارتی) تأیید شد، متنی که در آن روح زنده به‌عنوان «نیکوکار، شجاع، نیرومند» خطاب شده‌است. باید در نظر داشت که کِردیر-گُشنسپ از روی آتشِ گشنسپ نام‌گذاری شده‌است، که به جنگجویان و سپاهیان اختصاص داشت و «پیروز گر» نامیده می‌شد.
اخیراً معناهای مختلفی برای این نام پیشنهاد شده‌است. همچون هنینگ، والتر هینتس نیز یک اشتقاق از *kṛti-bara ارائه داد و براساس نقش قیچی که به‌عنوان نشانهٔ کرتیر بر روی کلاهش در سنگ‌نگاره‌ها بازنمایی شده‌است، آن را به‌صورت «حامل قیچی» ترجمه و ادعا کرد این نشانه نمادی از نقش کرتیر به‌عنوان تصویب‌کنندهٔ تصمیمات است. این نظر توسط ویلهلم آیلرز مورد انتقاد قرار گرفت. او در عین حال که ریشهٔ کرتیر را *kṛti-bara به معنی «ستایش، آوازه» می‌دانست، باور داشت که بخش اول این واژه از صورت اوستایی *kərəti- گرفته شده که به نوبهٔ خود به معنای «مشهور» است. اگر این نام شامل «قیچی» باشد، می‌تواند اشاره‌ای به خواجه بودن کرتیر داشته‌باشد. می‌دانیم خواجه‌ها، حتی به‌عنوان روحانی، دارای سمت‌های بالایی بودند و کرتیر ممکن است لقبش را جایگزین نام واقعی‌اش کرده باشد. با این حال اگر نظر آندره ماریک درست باشد که این نام بر «استوانه‌ای هخامنشی» به خط آرامی تحت عنوان <krty(?)r> آمده‌است، این ریشه‌شناسی به‌سختی می‌تواند قابل اعتماد باشد و یک اشتقاق در -īra- یا مشابه آن نیز می‌تواند در نظر گرفته شود.

### القاب

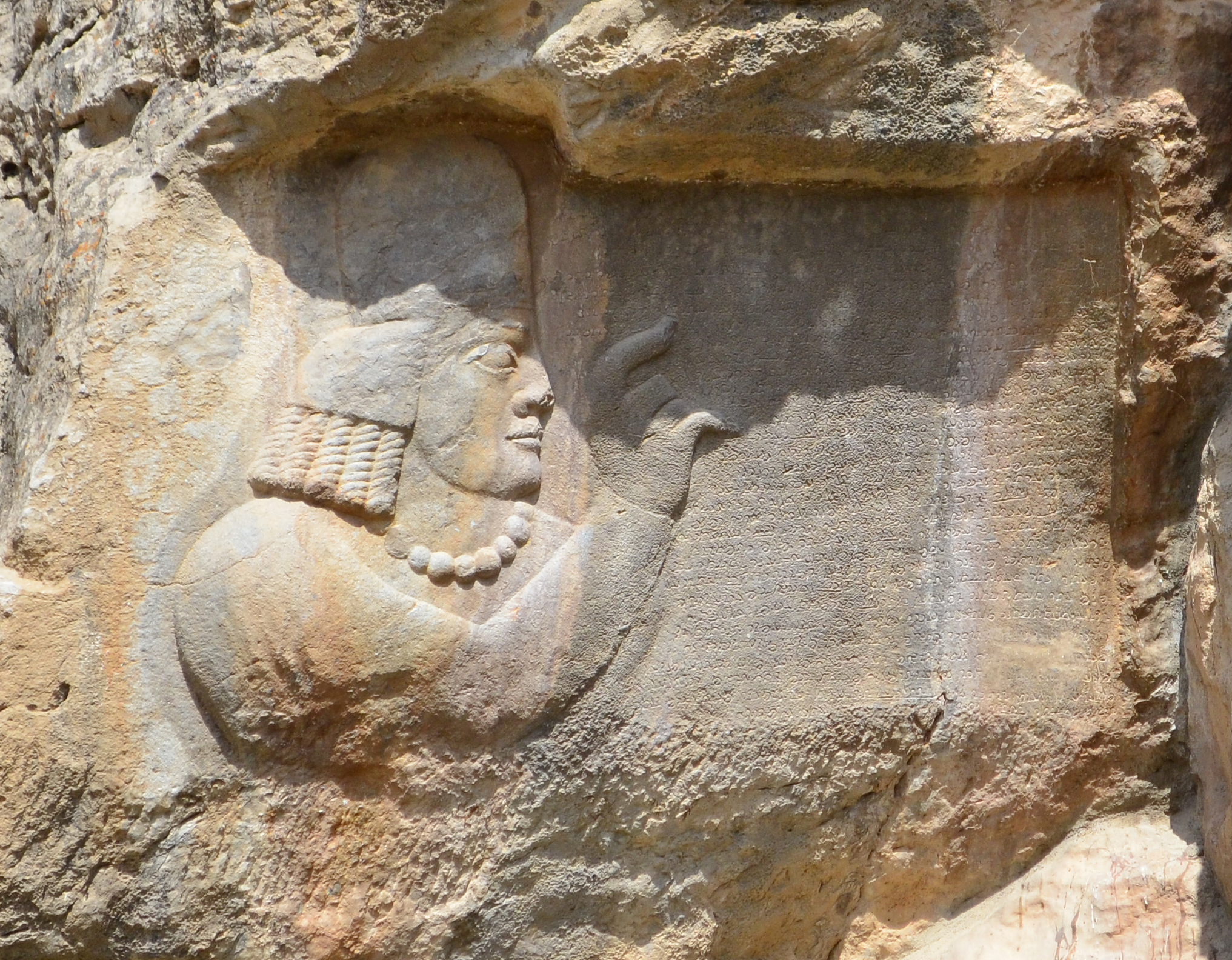
سنگ‌نگاره و سنگ‌نوشتهٔ کرتیر در نقش رجب

نام کرتیر برای نخستین بار در بند ۴۹ سنگ‌نوشتهٔ شاپور یکم بر کعبهٔ زردشت ظاهر شد، که وی در آنجا تنها دارندهٔ مقام مذهبی است که در میان بزرگان دورهٔ شاپور نامش ذکر شده.  پس از شاپور، او همانگونه که در سنگ‌نوشته‌هایش شرح داده شده، دو بار ارتقا یافت. کرتیر در این سنگ‌نوشته‌ها القابش را همان‌طور که در اسناد رسمی دوران فرمانروایی چهار شاهنشاه ثبت شده بود فهرست کرد؛ هم در توصیف منصبش در بخش اول سنگ‌نوشته‌های طولانی‌تر و هم در خلاصه‌ای که در پایان سنگ‌نوشته‌هایش آورده‌است، از جمله در سنگ‌نوشتهٔ نقش رجب:
بند ۴: در دورهٔ شاپور یکم: کرتیر هیربد.
بند ۶: در دورهٔ هرمزد یکم: کرتیر موبدِ هرمزد، به نام هرمزد بغ.
بند ۸: در دورهٔ بهرام یکم: کرتیر موبدِ هرمزد.
بند ۱۰: در دورهٔ بهرام دوم: کرتیر موبد نیک‌بختِ بهرام و هرمزد.
کرتیر در پایان دوره‌ای که مقام و منصب داشت، نامش در سنگ‌نوشتهٔ پایکولی به‌عنوان کرتیر مُغ[بد] هرمزد ذکر شده‌است. لقبِ موبد هرمزد در زبان پهلوی نیز شناخته شده‌است؛ در دینکرد چهارم آمده‌است: «ما هرمزد را موبدان موبد می‌خوانیم همانگونه که شایستهٔ اوست، زیرا که بصیرت و درک مینو را در ما ایجاد کرد».

## منصب‌ها و ترفیع‌ها
در سنگ‌نوشتهٔ کعبهٔ زردشت، کرتیر گزارش خود را با بیان وفاداری‌اش به شاپور آغاز می‌کند که سنگ‌نوشتهٔ بالای آن متعلق به اوست و جملات آغازین سنگ‌نوشتهٔ کرتیر احتمالاً به همین سنگ‌نوشته اشاره دارد. در سنگ‌نوشته‌های نقش رستم و سرمشهد نمی‌توان مطمئن بود آیا عبارت با «و» آغاز می‌شود یا نه، اما در اینجا نام اردشیر پیش از شاپور افزوده شده‌است. نمی‌توان اثبات کرد آیا این یک شاهد است یا ادعایی است که کرتیر از آن مطمئن بوده؛ ادعایی که در زمان حکاکی‌شدن سنگ‌نوشته‌ها مورد شک قرار نمی‌گرفت و کسی متوجهٔ آن نمی‌شد. او سپس نحوهٔ انجام وظایفش و چگونگی پاداش‌گرفتن توسط پادشاهان را شرح می‌دهد.
در حالی که کرتیر هنوز هیربد بود، شاپور یکم افتخارات بالای روحانی مختلفی به وی اعطا کرد و او را pad mowestān kāmgār ud pādixšā کرد، که یعنی به او بالاترین حد قدرت و اختیار برای عمل براساس اجتماع روحانیت را داد. او همچنین یک «بُن‌خانگ» را به وی اختصاص داد. کرتیر می‌بایست مراسم‌های مذهبی مختلفی برای ایزدان برگزار می‌کرد، آتش‌های ورهران را برپا می‌داشت و به امور روحانیون رسیدگی می‌کرد؛ فرمان‌های آتشکده‌ها و مغان را مهر و موم می‌کرد؛ و روحانیون را «شاد و بهره‌مند» می‌گرداند. هرمزد یکم حتی اقتدار بیش‌تر و همچنین نشان رسمی بالاتری به وی داد: کلاه و کمر؛ بنابراین موقعیت و افتخار او را بالاتر برد. این کلاه به‌طور بارزی در سنگ‌نگاره‌ها به تصویر کشیده شده‌است، حال آن که کمربند او به ندرت  دیده می‌شود؛ پس احتمالاً کمر در اینجا اشاره به گردن‌بند او دارد که به‌صورت قابل توجهی به تصویر کشیده شده‌است. هینتس گمان کرد یک «شمشیر بلند و کشیده» به این کمربند متصل بوده‌است. بهرام یکم نیز وی را شایسته و ارجمند و مفتخر و در قدرت نگه داشت. بهرام دوم، با جزئیاتی بیش‌تر توصیف می‌شود: «بخشنده و راست و مهربان و خیرخواه و نیکوکار» و شاهنشاه جهت خشنودی اورمزد و ایزدان و نیز برای روان خویش مقام کرتیر را ارتقا داد، وی را در زمرهٔ بزرگان جای داد و قدرت و اختیار او را بیش از پیش افزایش داد. او اکنون موبد و داور «سراسر کشور» و نیز آیین‌بد در آتشکده‌های آناهید-اردشیر و ایزدبانو آناهید در اصطخر شده‌بود.

## سنگ‌نوشته‌ها
سنگ‌نوشته‌های کرتیر شامل چهار سنگ‌نوشته‌است که عبارتند از سنگ‌نوشتهٔ کرتیر در نقش رجب (KNRb)، سنگ‌نوشتهٔ کرتیر در نقش رستم (KNRm)، سنگ‌نوشتهٔ کرتیر در سرمشهد (KSM) و سنگ‌نوشتهٔ کرتیر در کعبه زردشت (KKZ). سنگ‌نوشتهٔ کعبهٔ زردشت روایت معراج را در بَر ندارد، در حالی که سنگ‌نوشتهٔ نقش رجب خلاصه‌ای از مفاهیم اصلی یک سنگ‌نوشتهٔ طولانی‌تر است. سنگ‌نوشته‌های طولانی به چهار بخش تقسیم شده‌اند: بندهای ۱–۱۳: توصیف منصب کرتیر در دورهٔ فرمانروایی چهار شاه که با ذکر خلاصه‌ای از القاب او پایان می‌یابد؛ بندهای ۱۴–۲۴: ادامهٔ گزارش دستاوردهایش در دورهٔ بهرام دوم، تأملاتی بر دستاوردهای زندگی‌اش به‌عنوان مقدمه‌ای بر گزارشش از معراج؛ بندهای ۲۵–۳۴: روایت معراج (فقط در سنگ‌نوشته‌های نقش رستم و سرمشهد)؛ و بندهای ۳۵–۳۸: نتایج معراج مؤخره.

### تاریخ‌گذاری سنگ‌نوشته‌ها
فیلیپ ژینیو نخستین کسی بود که دربارهٔ تاریخ تقریبی سنگ‌نوشته‌ها بحث کرد. او در ترجمه‌اش از سنگ‌نوشتهٔ سرمشهد، اظهار کرد که سنگ‌نوشتهٔ سرمشهد، از آنجا که محتوای سه سنگ‌نوشتهٔ دیگر در آن تکرار شده، می‌بایست نخستین سنگ‌نوشتهٔ حکاکی‌شده باشد که به فرمان خودِ کرتیر یا پیروانش در مکانی جدا از سنگ‌نوشته‌های شاهی نوشته شده‌است. به‌دلیل محتویات مهم سنگ‌نوشته و دسترسی دشوار به آن، جانشینان کرتیر بخش‌های مهم سنگ‌نوشته را در جاهای دیگری نیز حکاکی کردند. ژینیو پس از تحقیق والتر هینتس بر روی سنگ‌نگاره‌هایی که کرتیر در آن‌ها ظاهر شده‌است، این ادعاها را در ترجمه‌اش از سنگ‌نوشتهٔ نقش رستم اصلاح کرد. اینجا، ژینیو همچنان تصور می‌کرد سنگ‌نوشتهٔ سرمشهد در زمانی که کرتیر هنوز زنده‌بود نوشته‌شده و سنگ‌نوشتهٔ نقش رستم که یک بازتولید غیرماهرانه از متن است، آخرین سنگ‌نوشته محسوب می‌شود. او نتیجه می‌گیرد که سنگ‌نوشتهٔ کعبهٔ زردشت، سنگ‌نوشتهٔ نقش رجب، و سنگ‌نوشتهٔ نقش رستم در سال ۲۹۳، احتمالاً پیش از بر تخت نشستن نرسه «که رفتار آنچنان دوستانه‌ای با کرتیر نداشت» حکاکی شده‌اند. با این حال، ژینیو در مطالعه‌اش در زمینهٔ گونه‌های متنی، این گاه‌نگاری را کوتاه کرد و ادعا کرد که سنگ‌نوشتهٔ سرمشهد می‌بایست در اواخر دورهٔ پادشاهی بهرام دوم، در حدود سال ۲۹۰ نوشته شده‌باشد، اما به‌صورت تلویحی معتقد بود که نگارش سنگ‌نوشته حداکثر تا سال ۲۹۳ به‌طول انجامید.

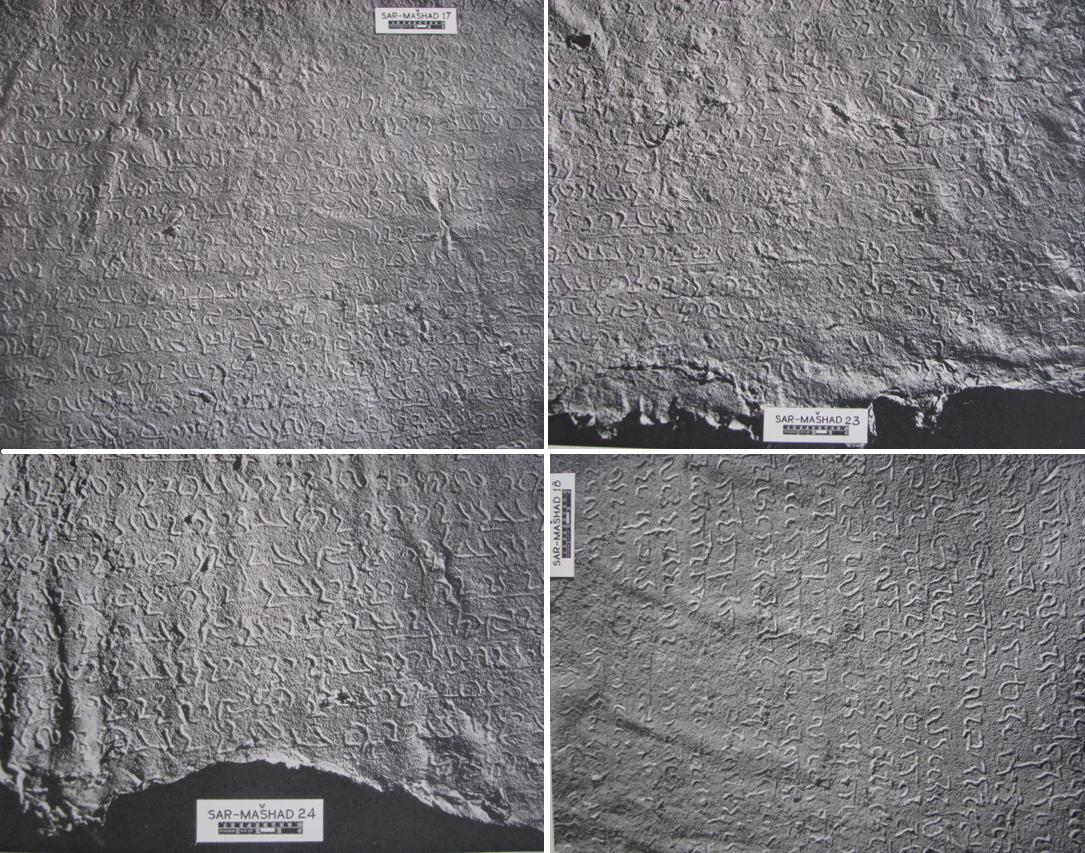
نمونه‌ای از مولاژهای برداشته‌شده از کتیبهٔ سرمشهد توسط والتر هنینگ در سال ۱۹۵۵.

ولادیمیر گریگوریویچ لوکونین که تاریخ‌های سنگ‌نگاره‌ها و سنگ‌نوشته‌ها را عمدتاً بر اساس پُرتره‌ها مورد بحث قرار داده‌بود، می‌پنداشت که پرترهٔ سرمشهد قدیمی‌ترین است و سنگ‌نوشتهٔ سرمشهد را بین سال‌های ۲۷۶ و ۲۸۳ و سنگ‌نوشتهٔ نقش رستم و سنگ‌نوشتهٔ نقش رجب را بعد از ۲۸۳ تاریخ‌گذاری کرد.
دیوید نیل مکنزی این گاه‌نگاری‌ها را مورد انتقاد قرار دارد و مدعی شد که سنگ‌نوشتهٔ نقش رجب «کوتاه‌ترین» سنگ‌نوشته‌است و همچون سنگ‌نوشته‌های کعبهٔ زردشت و نقش رستم به سنگ‌نگاره یا سنگ‌نوشته‌ای شاهانه افزوده نشده، در نتیجه می‌بایست نخستین سنگ‌نوشته باشد. با این حال، سنگ‌نوشتهٔ نقش رجب به سمت چپ سنگ‌نگارهٔ تاج‌ستانی اردشیر بابکان افزوده‌شده‌است. با توجه به تعداد بیشتر ردپساگ‌ها و وجود فهرست استان‌ها در سنگ‌نوشتهٔ نقش رستم که در سنگ‌نوشتهٔ کعبهٔ زردشت وجود ندارند، شاید به‌دلیل اینکه این موارد را درست بالای سنگ‌نوشتهٔ کرتیر در کعبهٔ زردشت و در سنگ‌نوشتهٔ شاپور بر کعبهٔ زردشت می‌توان خواند، و نیز وجود نام اردشیر در جملهٔ نخست سنگ‌نوشتهٔ نقش رستم می‌توان گفت این سنگ‌نوشته پس از سنگ‌نوشتهٔ کعبهٔ زردشت حکاکی شده باشد. سنگ‌نوشتهٔ سرمشهد می‌بایست آخرین سنگ‌نوشته باشد، مشخصاً به‌خاطر عدم اشاره به هزوارش <bwny BYTA>. این واژه در صورت ارجاع به کعبهٔ زردشت، در این مکان نامناسب خواهد بود. ژینیو به نوبهٔ خود گاه‌نگاری مکنزی را مورد انتقاد قرار داد و عمدتاً دیدگاه خود را حفظ کرد.
مشخص نیست که آیا متن سنگ‌نوشته‌ها فقط به‌صورت سنگ‌نوشته وجود داشتند یا خیر، اما ممکن است به قالب‌های دیگری نیز تبدیل شده‌باشند. به‌ویژه که در سروده‌های مانوی آمده است که زردشتی‌ها «طومارهایی» علیه مانی می‌نوشتند و چه بسا همین طومارها رونوشتی از سنگ‌نوشته‌های کرتیر بوده‌باشند.

### تاریخچهٔ رمزگشایی سنگ‌نوشته‌ها
چندین تن از نخستین سیاحانی که به ایران سفر کردند، گزارش‌هایی دربارهٔ سنگ‌نوشته‌های نقش رستم ارائه دادند و در انتهای سدهٔ هفدهم، تلاش‌هایی برای رمزگشایی سنگ‌نوشته‌های فارسی میانه و پارتی آغاز شد. در نوامبر ۱۶۶۷ ساموئل فلاور از چندین سنگ‌نگاره و نوشته‌های موجود در تخت جمشید و نقش رستم طرح‌هایی کشید که این طرح‌ها اساس کار برای تلاش‌های توماس هاید در رمزگشایی را فراهم آوردند. تنها با رونوشت‌های دقیق از سنگ‌نوشته‌های هخامنشی و ساسانی در تخت جمشید و نقش رستم که جهانگرد و محقق دانمارکی، کارستن نیبور تهیه کرده بود، این چرخه به سرانجام رسید؛ نیبور که در یک گروه اعزامی دانمارکی در سال ۱۷۶۱–۱۷۶۷ به ایران سفر کرده بود طراحی‌هایی در سال ۱۷۷۸ در گزارش‌هایش از این مأموریت منتشر کرد که شامل سطرهای ۱–۱۸ و ۳۰–۳۴ در قسمت بالا و سمت چپ سنگ‌نوشتهٔ کرتیر در نقش رستم می‌شود.

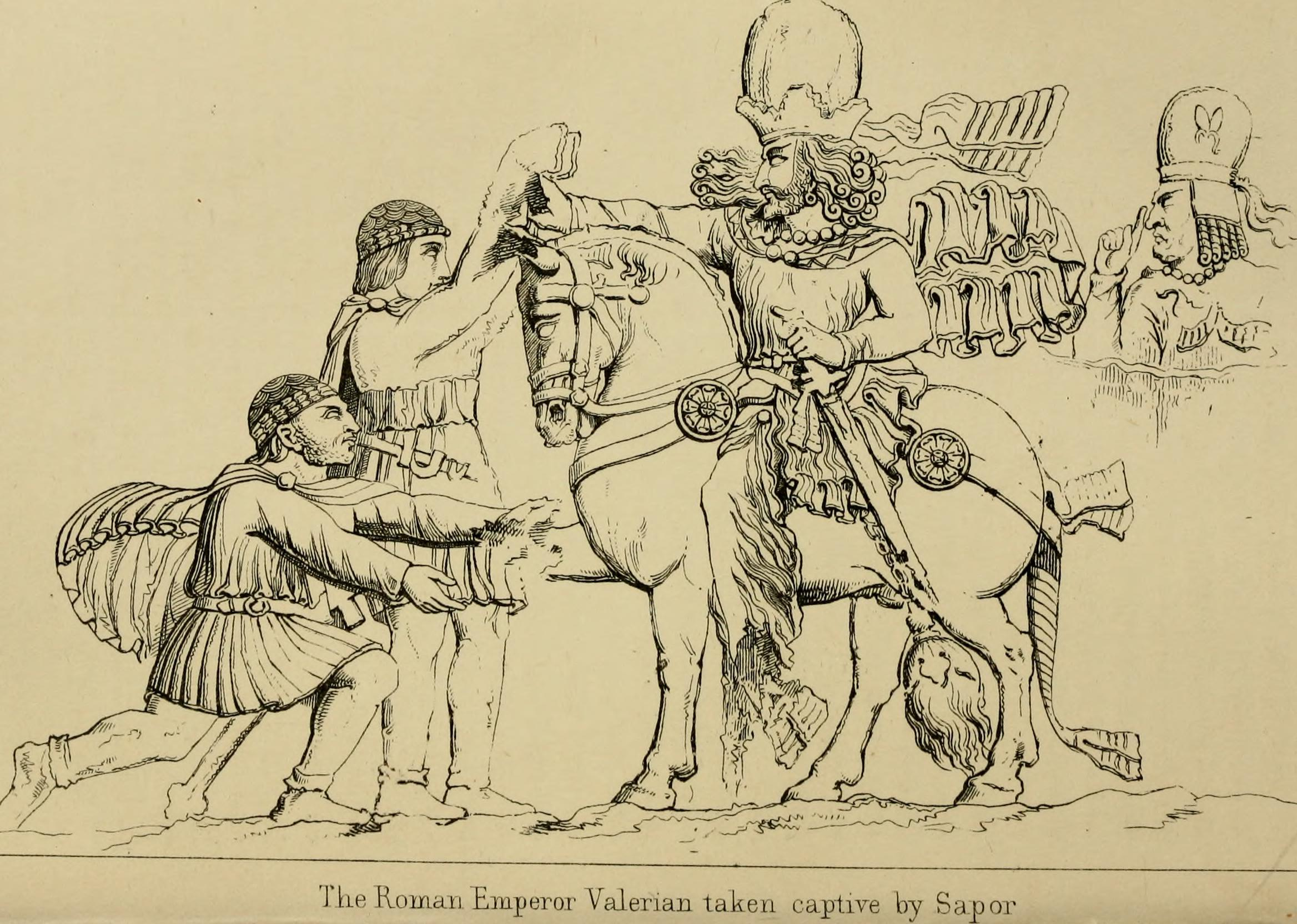
طرحی از سنگ‌نگارهٔ پیروزی شاپور بر امپراتوران روم که کرتیر را نشان می‌دهد (نفر نخست از سمت راست). طراحی‌شده در ۱۸۶۲ میلادی.

در اوایل سدهٔ ۱۹ ویلیام اوزلی که در سال‌های ۱۸۱۰–۱۸۱۵ در ایران بود، طراحی‌های بخش‌هایی از سنگ‌نوشتهٔ نقش رستم را منتشر کرد؛ به همین ترتیب اوژن فلاندن و پاسکال کوست که در ۱۸۴۰–۱۸۴۱ به ایران سفر کردند، طراحی‌هایشان را انتشار دادند؛ رابرت کر پورتر که در سال‌های ۱۸۱۸–۱۸۲۰ به خاورمیانه سفر کرده بود نیز این کار را انجام داد. یک رونوشت از اکثر قسمت‌های خوانای این سنگ‌نوشته توسط نیلز لودویگ وسترگارد که در سال‌های ۱۸۴۱–۱۸۴۴ در ایران به سر می‌برد، تهیه شد. در سال ۱۸۶۸، ادوارد توماس سنگ‌نوشتهٔ نقش رجب و بخش آغازین سنگ‌نوشتهٔ نقش رستم را به خط عربی آوانویسی و حرف‌نویسی کرد که واژگان بسیاری در آن به‌درستی آوانویسی شدند، اما فاقد تفسیر و یادداشت بودند. او این واژگان را از روی یکسانی‌شان با واژگان فارسی یا تمایزشان با لغات عبری و عربی دریافته بود.
در سال ۱۸۸۱، ادوارد وِست رونوشت وسترگارد از سنگ‌نوشتهٔ نقش رستم را همراه با ترجمه و یادداشت‌هایی دربارهٔ زبان سنگ‌نوشته و محتوای آن منتشر کرد. بر این اساس به عقیدهٔ ژینیو تلاش‌های وست در تاریخ رمزگشایی‌های فقه‌اللغوی و زبان‌شناختی مغفول نمانده‌است. وست نام کرتیر را «تاج» ترجمه‌کرد و همچنین متوجه شد این سنگ‌نوشته ظاهراً جانشینی شش پادشاه نخست ساسانی از جمله بهرام سوم و شاید نرسه را توصیف می‌کند که در مورد بهرام سوم اشتباه کرده بود.
تئودور نولدکه در توصیفاتش از سنگ‌نوشتهٔ نقش رجب مشاهدات مهمی را در کتاب آندرئاس و اشتولتسه ارائه کرد. او توانست بند مربوط به بهشت و دوزخ را بخواند و معنایش را بفهمد و نظرات متعددی را که قبلاً از روی کتاب‌های مذهبی متأخر پارسیان، همچون مینوی خرد، شناخته شده بود تأیید کند؛ او گمان کرد که <krtyr, kltyr, krtyl> به‌معنای «دوست» یا «حامی» است و ترجمه‌ای از فهرست القاب به‌دست داد.
در سال ۱۹۲۴، کتاب پایکولی ارنست هرتسفلد منتشر شد که متون و ترجمه‌های همهٔ سنگ‌نوشته‌های شناخته‌شده به‌همراه فهرست واژه‌نامه را شامل می‌شد و پیشرفت بزرگی در مطالعات کتیبه‌شناسی پارتی و فارسی میانه به‌شمار می‌آمد. او در واژه‌نامه ذیل واژهٔ <krtyr> به این واژه از سنگ‌نوشته‌های نقش رجب و نقش رستم (خط ۸) نیز استناد کرد، اما پنداشت KRTYR İ Ohormizde «یک عنوان افتخاری یا نامی همچون bag-šápuhr» و غیره بود. او دربارهٔ تفسیر توماس و وست از واژهٔ «تاج» تردید و به نظر تلویحی نولدکه تکیه کرد. هرتسفلد در کتابش تحت عنوان تاریخ باستان‌شناختی ایران، یک بخش کوتاه را به کرتیر اختصاص داد و او را با کرتیر در سنگ‌نوشتهٔ پایکولی یکی دانست، و نیز ادعا کرد که سنگ‌نوشتهٔ سرمشهد را «ده سال پیش» کشف کرده‌است که زمانی در حدود سال ۱۹۲۵ می‌شود و در آن زمان می‌بایست دست‌نوشتهٔ خودش از سنگ‌نوشتهٔ سرمشهد را ترتیب داده‌باشد؛ او یک رونوشت از آن را برای هنریک نیبرگ فرستاد که نیبرگ نیز در مقاله‌ای از سال ۱۹۲۹ به آن ارجاع داد. هرتسفلد لقب kardarigan، لقب یک فرمانده که تئوفیلاکت سیموکاتا به آن اشاره کرده‌است را مقایسه کرد و گمان برد که دارندهٔ این لقب کسی نیست جز تنسر. او به بندی دربارهٔ آزار و اذیت ادیان خارجی استناد و به‌درستی هدف نگارش سنگ‌نوشته را تشریح کرد. در نهایت، او نخستین کسی بود که سنگ‌نگارهٔ سرمشهد را منتشر کرد و پیکره‌ها را به‌صورت شاهی در حال محافظت از شهبانو و ولیعهد پشت سر شهبانو، همچنین وزیر اعظم (=کرتیر) پشت سر شهبانو شناسایی کرد.

در سال ۱۹۳۶ مؤسسهٔ خاورشناسی دانشگاه شیکاگو، کعبهٔ زردشت در نقش رستم را مورد کاوش قرار داد و سنگ‌نوشتهٔ سه‌زبانهٔ شاپور یکم به زبان‌های فارسی میانه، پارتی و یونانی، و همچنین سنگ‌نوشتهٔ کرتیر در کعبهٔ زردشت را کشف کرد که همهٔ آن‌ها توسط مارتین اسپرنگلینگ در خلال جنگ جهانی دوم در قالب چند مقاله و در سال ۱۹۵۳ در یک مجموعه منتشر شدند. اثر فقه‌اللغوی اسپرنگلینگ تا حدی زیادی فهم سنگ‌نوشته را بهبود بخشید، اگرچه همچنان بخش‌های زیادی از آن برای او قابل فهم نبود. البته بخت نیز با او یار بود؛ چرا که خوانش اصلی او از <ʾwbʾply ʾkylydy> به صورت <ʾwg- (or ʾwbʾ)pl=rš(?)ʾkyl=rydy> به شکل <ʾwʾg pl=ryk ʾkyl=ryd-y> تصحیح و «به‌عنوان یک باور نابود گردید» ترجمه شد.

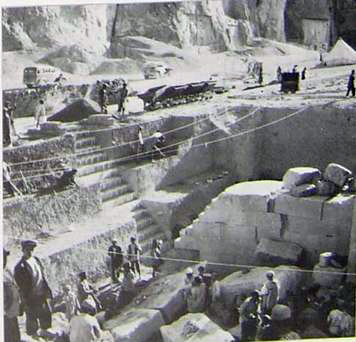
کاوش‌های مؤسسهٔ خاورشناسی دانشگاه شیکاگو در کعبهٔ زردشت.

ریچارد نلسون فرای، که در سال ۱۹۴۸ از سرمشهد بازدید کرد، توصیفی از سنگ‌نوشته به همراه چند مقاله منتشر کرد. او مدتی بعد نسخه‌ای از سنگ‌نوشتهٔ نقش رجب را نیز چاپ کرد. بعدها تلاش‌های مهم برای روشن‌سازی زبان سنگ‌نوشته‌ها توسط والتر هنینگ انجام شد. کشف چندین صورت از صیغهٔ مجهول ناقص، از جملهٔ این تلاش‌ها است. هنینگ همچنین از همهٔ سنگ‌نوشته‌های کرتیر نقش‌های لاتکسی برداشت و از این لاتکس‌ها عکس‌برداری شد که در بنیاد کتیبه‌های ایرانی منتشر گردید. پس از آن، کم‌کم نسخه‌های کامل یا جزئی چاپ شدند. بر پایهٔ نسخه‌های موجود، ژان دو مناش نخستین بررسی از «سیاست‌های خارجی زردشتی ایرانی … در خارج از ایران» را ارائه کرد. در این پژوهش ادعا شده‌است مغ‌ها مرکزیت خود را از دست دادند و تحت تأثیر هلنیسم و مسیحیت قرار گرفتند. همچنین او عقیده دارد که اصرار کرتیر برای انجام خویدوده به دو دلیل بوده، یکی سنت دینی، و دیگری تفکیک نژادی. او همچنین دربارهٔ فهرست استان‌ها و سرزمین‌ها هم نظراتی داد.
نخستین ویراستهٔ جدید از سنگ‌نوشتهٔ کعبهٔ زردشت توسط ماری لوئیس شومون ارائه شد که پیش‌تر دربارهٔ ارتباط کرتیر با معبد آناهید در اصطخر، مباحثی با جزئیات بیشتر را مطرح کرده بود. فیلیپ ژینیو در سال ۱۹۶۸ سنگ‌نوشتهٔ سرمشهد را منتشر کرد. او متوجه شد که راوی گزارش معراج به‌صورت اول شخص صحبت می‌کند، اما پنداشت که این خودِ کرتیر است که سخن می‌گوید و «وحی» را تعریف می‌کند. او همچنین رویارویی با دین، واقعهٔ پل چینود و همچنین مقیاس‌ها و شرح دوزخ را شناسایی کرد. یادداشت‌های او شامل مشاهدات مهم فراوانی بودند. ولادیمیر لوکونین ترجمه‌ای روسی همراه با یادداشت‌هایی بر سنگ‌نوشته‌های نقش رستم و سرمشهد در سال ۱۹۶۹ به‌دست داد که البته روایت معراج را شامل نمی‌شد. والتر هینتس یک نسخهٔ ویرایش‌شده (ترجمه و آوانویسی) از سنگ‌نوشتهٔ کعبهٔ زردشت را در سال ۱۹۷۰ همراه با یادداشت‌های کوتاه اما مفید منتشر کرد. مخاطبان اصلی او، تاریخ‌نگاران و باستان‌شناسان بودند.
گزارش نهایی کاوش‌های مؤسسهٔ خاورشناسی دانشگاه شیکاگو در سال ۱۹۷۰، همراه با تصاویری نفیس از همهٔ سنگ‌نوشته‌های نقش رستم و نقش رجب منتشر شد. از جملهٔ این گزارش‌ها، بررسی روان و سلیس سنگ‌نوشتهٔ نقش رستم بود که دو نسخهٔ دیگر از آن به‌زودی منتشر شد: یکی توسط کریستوفر یوزف برونر در سال ۱۹۷۴ و دیگری توسط فیلیپ ژینیو که یک واژه‌نامه از همهٔ سنگ‌نوشته‌های فارسی میانه و پارتی شناخته‌شده نیز تهیه کرد. ویراستهٔ جدید ژینیو شامل چندین مورد اصلاحیه بر متن سنگ‌نوشتهٔ بزرگ بود. این مقاله همچنین چکیده‌ای از مقدمهٔ روایت معراج را شامل می‌شد. متعاقباً، او گوناگونی‌های متنی میان سنگ‌نوشته‌ها را مورد مطالعه قرار داد و نتیجه گرفت که سنگ‌نوشتهٔ نقش رستم در مقایسه با سنگ‌نوشتهٔ سرمشهد مکرراً خلاصه شده‌است. این دیدگاه توسط پیر لوکوک مورد انتقاد قرار گرفت. او در یادداشتی کوتاه تأکید کرد که سنگ‌نوشته‌های نقش رستم و سرمشهد با درنظر گرفتن تعداد بندهای یکسان، به احتمال فراوان یک متن واحد هستند. لوکوک همچنین خوانش‌های جدیدی ارائه داد.
ژینیو تعدادی مقاله به بحث روایت معراج اختصاص داد و در سال ۱۹۸۱ ترجمه و متنی کامل و بازسازی‌شده ارائه کرد. او در سال ۱۹۸۴ نسخه‌ای آلمانی از این ترجمه را منتشر کرد. چند خوانش بجا که ژینیو ارائه داد، درک محتوای سنگ‌نوشته‌ها را پیچیده کرد. نکتهٔ قابل ذکر این است که یکی از دشواری‌های خواندن سنگ‌نوشتهٔ سرمشهد، حالت اریب و کشیدهٔ حروف است که گاه ظاهر آن‌ها را به‌طرز گمراه‌کننده‌ای تغییر می‌دهد. ژان کلنز جزئیات مختلف روایت معراج (فَرَوَشی، دین، خوشامدگویی‌ها، اورنگ‌ها، جشن‌ها، مقیاس‌ها و دوزخ) را مطالعه کرد و میشل باک نیز در سال ۱۹۷۸ تمام سنگ‌نوشته‌های کرتیر را در نسخه‌هایی مختصر و کلی به‌همراه واژه‌نامه‌ای مشروح و توضیحاتی در بخش یادداشت‌ها منتشر کرد.
شروو روایت معراج را از نو بررسی و آن را در سال ۱۹۸۵ منتشر کرد. در این اثر موقعیت تقریبی اجزای سنگ‌نوشته‌های سرمشهد و نقش رستم به‌دقت معین گردید و ثابت شد که این دو نسخه در واقع روایتی یکسان هستند؛ ساختار روایت مورد تحلیل قرار گرفت و تعابیر جدید فراوانی برای واژگان منفرد و دستور زبان پیشنهاد شد. چند پژوهش دستوری دیگر از شروو جزئیات بسیاری در تفسیرها را توضیح داد؛ به‌ویژه نظام حالت اسمی دوگانه، کاربرد افعال و هزوارش‌های فعلی، نمود ناقص و ارزش هزوارش <HWYTN>» به عنوان نمود ناقص فعل ربطی (an-ā-). 
در سال ۱۹۸۹، پژوهشی دربارهٔ وضعیت تحقیقات توسط ژینیو منتشر شد. یافته‌هایی که بسیاری از محققان در طول سدهٔ گذشته حاصل کرده‌اند، اساس کار دیوید نیل مکنزی در انتشار نسخهٔ جدید از سنگ‌نوشته‌های سرمشهد و نقش رستم در سال ۱۹۸۹ و فیلیپ ژینیو در انتشار هر چهار سنگ‌نوشته در سال ۱۹۹۱ شدند؛ هر دو اثر دربردارندهٔ مقدمه و توضیحات مفصل هستند. شائول شاکد در ارتباط با سنگ‌نوشته‌های کرتیر مباحثی از این قبیل را مطرح کرد: بحث پرسش زروانی، روایت معراج و یادداشت‌هایی دربارهٔ اصطلاح‌شناسی. آخرین کوشش برای رمزگشایی روایت معراج توسط فرانتس گرِنه در سال ۲۰۰۲ انجام شده‌است.

## کرتیر و دین

### معراج و هدفش
گزارش سفر کرتیر به بهشت، الگوی بسیار متأخرتر ارداویراف‌نامه را دنبال می‌کند. هردوی این سفرها با هدف بازیابی اعتماد ازدست‌رفته در زمانهٔ بدگمانی نسبت به راستی و درستی روش‌های پرستش مذهبی انجام شده‌بودند. بر پایهٔ گزارش ویراف، به‌مدت ۳۰۰ سال پس از دریافت دین به واسطهٔ زردشت، مردم نسبت به آموزه‌های او گمانی نداشتند، اما پس از ویرانی ناشی از اسکندر، مردم دچار شک شدند و رقیبان سنت مزدیسنایی رو به فزونی گذاشتند. پس از آنکه آذرباد مهراسپندان آزمون بی‌گناهی را برای اثبات درستی این سنت تحمل کرد، این شک پایان یافت. مدتی بعد شک دوباره فزونی یافت و جهت تأیید اینکه آیا هدایای مذهبی به ایزدان تعلق می‌گیرند یا به دیوها و اینکه آیا آن‌ها روان همه را کمک می‌کنند، تصمیم گرفته‌شد یک نفر به جهان دیگر فرستاده شود. به ویراف شراب و مَنگ داده‌شد و به خواب رفت. روانش به پل چینود رفت و پس از هفت روز بازگشت. پس از آن، ویراف داستان سفرش را برای یک کاتب انشاء کرد.
تجربهٔ مشابه کرتیر در سنگ‌نوشتهٔ نقش رجب به‌صورت خلاصه آمده‌است. او توضیح می‌هد چگونه از ایزدان «نشانه‌ای» درخواست کرد تا مطمئن شود که بهشت و دوزخ وجود دارند و به‌ترتیب، منزلگاه نهایی خوب و بد هستند. به‌علاوه، این سنگ‌نوشته نوشته‌شد تا کسانی که آن را می‌خوانند از یک سو مطمئن شوند که عبادت‌های فعلی درست هستند و از سوی دیگر همانند کرتیر در این دنیا به جسم‌شان نیکنامی و کامیابی و به روح‌شان پرهیزگاری برسد. همسانی معراج کرتیر با چندین متن اوستایی و پهلوی، از قدیم مورد توجه قرار گرفته‌بود. شروو در اثرش کوشید تا مشخص کند کدام یک از این متون به معراج کرتیر نزدیک‌تر است. با این حال، همسانی‌های دقیق لزوماً یافت نشدند، چرا که همهٔ این روایت‌ها بر سنت‌های شفاهی تکیه دارند که ماهیتاً تغییرپذیر است.

### آماده‌سازی برای معراج
در مقدمهٔ معراج، کرتیر بر ضرورت اعتمادی بزرگ‌تر تأکید می‌کند اما انجام وظیفهٔ طولانی‌اش نسبت به ایزدان را دلیلی می‌بیند که آن‌ها می‌بایست به او نشان دهند پس از مرگ بر روان چه خواهد گذشت و به این ترتیب درستی آنچه را که از روی بخش‌هایی از سنت در رابطه با این موضوع آشکار بود، تأیید کنند. او مشخصاً برخوردش با دین در هیئت یک زن را ذکر می‌کند که بسته به اینکه در زندگی خوب یا بد بوده به شکل کسی ظاهر می‌شود که به بهشت می‌رود یا به جهنم فرستاده می‌شود (بند ۲۲). در صورتی که کرتیر تبدیل به شخص بدی شود (نشانهٔ آن ظاهر شدن دینش است) باز هم از کیش ایزدان «دست نمی‌کشد» (بند ۲۴). او این پیمان را در یک مَهر آیین که در زمان یا بارگاه شاپور به جا آورد بیان داشت. از روی متن موجود مشخص نیست آیا همانند روایت اردا ویراف با خلسهٔ ناشی از مواد مخدر روبرو هستیم یا خیر.

### گزارش معراج
داستان سفر از میانهٔ آن و با سخنی از شخصی که در مَهر آیین حاضر است شروع می‌شود (بند ۲۵). در مورد هویت راویان اتفاق‌نظر وجود ندارد. آن‌ها در زمان برگزاری مَهر آیین نشسته بودند و وظیفه داشتند آنچه را می‌بینند گزارش کنند. آن‌ها تنها یک بار در داستان ایفای نقش می‌کنند و آن هم‌زمانی است که از عبور از روی پل ترسیده‌اند. شخصیت‌هایی که این راویان می‌بینند و نیز وقایع مربوط از قرار ذیل است:
یک شهریار به رنگ سپیده‌دم ظاهر می‌شود که بر روی اسبی فاخر نشسته است و درفشی در دست دارد. شخصی در هیئت کرتیر ظاهر می‌شود. یک همسفر پشت سر تمثال کرتیر می‌ایستد. سپس زنی ارزنده ظاهر می‌شود که از سمت شرق و از جاده‌ای بسیار درخشان می‌آید. این دو دیدار می‌کنند و به یکدیگر خوش‌آمد می‌گویند (با تعظیم کردن و فشردن دست‌های یکدیگر) و بعد به سمت راهی می‌روند که زن از آن‌جا آمده‌است؛ زن جلوتر و تمثال کرتیر عقب‌تر. شهریاری به رنگ سپیده‌دم ظاهر می‌شود که با ترازویی در مقابلش رهگذران را وزن می‌کند. شهریاری به رنگ سپیده‌دم ظاهر می‌شود که از شهریاران قبلی که راویان دیده بودند ارزنده‌تر بود و در دستش یک چَیِن است که این چَیِن بعد به شکل چاهی بی‌انتها پر از حیوانات اهریمنی در می‌آید و بالای آن تکه چوبی همانند پل قرار دارد؛ اکنون عرض پل بیشتر از طول آن می‌شود. راویان از دیدن منظرهٔ جهنم وحشت کرده‌اند اما به آن‌ها گفته می‌شود نترسند و به گزارش کردن ادامه دهند (بند ۲۹). به همین ترتیب ویراف هم از دیدن منظرهٔ جهنم آزرده شده و ترسیده‌است و به ایزدان راهنما التماس می‌کند او را به آن‌جا نبرند، اما آن‌ها به او قوت قلب می‌دهند.
در همان حال که زن و تمثال کرتیر آماده می‌شوند تا از پل رد شوند، شهریاری به رنگ سپیده‌دم، ارزنده‌تر از شاهزادگانی که راویان دیده‌بودند، از سمت دیگر پل ظاهر می‌شوند و از روی آن عبور می‌کند. شهریار دست تمثال کرتیر را می‌گیرد و او را به سمت دیگر پل هدایت می‌کند؛ در حالی که خود جلوتر است و زن عقب‌تر از همه حرکت می‌کند. آن‌ها به حرکت خود به سمت بالا ادامه می‌دهند تا به یک کاخ یا ایوان گنبدی می‌رسند که در مقابل آن گاه‌های زرین پر از غذاهای بزمی قرار دارد. سپس آن‌ها به سمت بلندی می‌روند. زن تمثال کرتیر را هدایت می‌کند و از دو کاخ دیگر عبور می‌کنند؛ این بار زن جلوتر از شهریار است. اینجا برای آخرین بار به زن اشاره می‌شود و شخصی (تمثال کرتیر؟) در روزنهٔ ورهران می‌نشیند؛ در حالی که شخصی دیگر برای تمثال کرتیر نان، گوشت و شراب می‌آورد. این موارد با پیشکش‌های آیینی در هنگام قربانی کردن روان‌ها همخوانی دارد؛ همان‌طور که در سنگ‌نوشتهٔ شاپور هم آمده‌است: روزانه «یک بره، یک و نصفی گریو نان، چهار پاس شراب». در نهایت شهریار به تمثال کرتیر اشاره می‌کند و به او لبخند می‌زند و کرتیر نیز با احترام به شهریار تعظیم می‌کند.

### ارتباط با سنت‌های مزدیسنایی
بنابر سنگ‌نوشته‌های هخامنشی و نیز ادبیات پهلوی، گزارش کرتیر از کارهایش با مزدیسنا همخوانی کامل دارد. در نتیجه، سنگ‌نوشته‌های کرتیر قدیمی‌ترین شواهد پسا هخامنشی موجود دربارهٔ این سنت عظیم شفاهی هستند که موجب درک فعلی ما از گاهان و یسنا هفت هات و زندهای آن‌ها شده‌اند. عمدهٔ فضایل رفتاری مزدیسنایی براساس همین سنت در سنگ‌نوشته‌ها بیان شده‌اند که با جزئیات بیشتر در سنگ‌نوشته‌های کعبهٔ زردشت، نقش رستم، سرمشهد و به‌صورت مختصرتر در سنگ‌نوشتهٔ نقش رجب بازتاب یافته‌اند و همهٔ فعالیت‌های کرتیر نمایانگر این فضایلند؛ بنابراین، هدف اصلی این سنگ‌نوشته‌ها این است که افراد بدگمان و بی‌اعتقاد به دنیای دیگر را نسبت به درستی آیین متقاعد کند؛ مخصوصاً نسبت به اینکه بهشت و دوزخ وجود دارند و نیکوکاران به بهشت و بدکاران به دوزخ می‌روند. در زیر برخی از این مشابهت‌ها اشاره می‌شود:
بند ۲: عبارتی که کرتیر استفاده می‌کند تا به مقامی اشاره کند که شاپور به او اعطا کرد مبنی بر اینکه کرتیر اختیار آیین‌ها را داشته‌باشد و بنابر خواست و ارادهٔ خود به آن‌ها رسیدگی کند، همان عبارتی است که در یسنا ۸٫۵ در مورد اهوره‌مزدا گفته شده و در آن هدف مراسم قربانی یسنا بیان شده‌است. سود یا منفعتی که به اورمزد و دیگر ایزدان می‌رسد و زیان یا آسیبی که متوجه اهریمن و دیوها می‌شود، در یسنا ۳۴٫۳–۴ معادل‌هایی دارند؛ در این بخش از یسنا، قربانی‌کننده به اهوره‌مزدای بخشنده و همراهانش وعدهٔ «نیروی حیات‌بخش» می‌دهد؛ حال آن‌که ممکن است گناهان دشمن آشکار شوند. تفسیر (زند) این جمله «آن کس که هر کاری که در آن برای ایزدان سود است انجام می‌دهد» است و به صورت «دانش کامل» تعبیر شده‌است.
بند ۳: شباهتی نیز بین سنگ‌نوشته‌های هخامنشی و جملهٔ کرتیر دیده می‌شود. او در این جمله می‌گوید شاپور به وی دستور داده‌است تا «برای ایزدان و شاه» آنچه را که به نظرش درست می‌آید انجام دهد. کرتیر نیز با اطاعت از این دستور و با کمک ایزدان و شاه این کار را انجام می‌دهد. این موضوع رابطهٔ نزدیک ایزد و شاه را نشان می‌دهد و در سنگ‌نوشته‌های هخامنشی نیز دیده می‌شود.
بند ۹: کرتیر خود را «راد و راست» و به عنوان کسی که در «راستی» زیسته‌است معرفی می‌کند و دلیل ارتقایش را سپاسگزاری و خدمتگزاری به ایزدان و شاهان می‌داند. کرتیر در بند ۱۱ سنگ‌نوشتهٔ نقش رجب عهد می‌بندد که اگر ایزدان خواسته‌هایش را تحقق ببخشند، او بیش‌تر از این هم خدمتگزاری آنان را خواهد کرد و در بندهای ۱۴ و ۱۵ همین سنگ‌نوشته پیروانش را ترغیب می‌کند که این‌چنین باشند. برای مثال، براساس مینوی خرد سه کردار برتر بخشندگی، راستی و سپاسگزاری (از ایزدان) هستند و براساس دینکرد این کردارها ابزار رستگاری و اساس پرهیزگاری هستند.
بند ۱۱: جمله‌ای که براساس آن خشنودی بسیار نصیب ایزدان، آب، آتش و حیوانات و «ضربه» و «خرابی و ستیز» عاید اهریمن و دیوان می‌شود، قرینه‌های متعددی دارد: bištīh و šnūdīh و متضادهایشان به‌ویژه در یسنا و به صورت t̰bišta در معنای «رنجیده‌خاطر» (یا مشابه آن) و xšnuta در معنای «خشنود» (یا مشابه آن) بسیار رایج هستند. هنگامی که ایزدی ستیز کند و خشنود نباشد، خشمش برانگیخته خواهد شد اما هنگامی که خشنود باشد و ستیز نکند، الطافش شامل حال پرستش‌کنندگانش خواهد شد. این دو اصطلاح در دینکرد ۸٫۷٫۱۲ با همدیگر ارتباط معنایی دارند؛ در اینجا ایزدان در مدت ده روز فروردیگان به‌خاطر آیین‌های انجام شده خشنود خواهند بود اما به‌خاطر به جا آورده‌نشدن آیین‌ها توسط انسان‌ها رنجیده‌خاطر خواهند شد. از دیگر سو، روایت کرتیر نقطهٔ مقابل تهدید جه (روسپی) را نشان می‌دهد که بر اساس آن جه تمام آفرینش اورمزد را نابود می‌کند. قرینه‌ای شبیه‌تر در «اندرز دستوران به بهدینان» دیده می‌شود که در آن گفته‌شده‌است با کشتن حیوانات اهریمنی و مراقبت از آتش، اهریمن آسیب می‌بیند.
«ضرباتی» که به اهریمن و دیوها وارد می‌شود، احتمالاً می‌تواند نشأت‌گرفته از گاهان نیز باشد. واژهٔ snaiθiš به معنی «ضربه» یک بار در گاهان دیده می‌شود؛ آنجا که سراینده، آنان را که به سخنان اهریمنیِ drəguuaṇt شرور یعنی «مغلوب دروغ» گوش فرا می‌دهند سرزنش می‌کند و از ایزدان می‌خواهد تا «با ضربه‌ای، به آنان درس عبرت دهد.» بر اساس زندهای پهلوی، این افراد شرور بددینان هستند. در بافت گاهانی، فرد شرور می‌تواند خود اهریمن باشد، چرا که هم ایزدان و هم انسان‌ها mąθras و sāsnās را بر زبان می‌آورند.
جمله‌ای که در آن بت‌ها شکسته می‌شوند و «دین» دیوان نابود و پراکنده شده و تبدیل به تخت و گاه ایزدان می‌شود، با این جمله از داریوش شباهت دارد که هر چه خواست بر سر ایلامیان آورد؛ چرا که از اهریمن پیروی می‌کردند و همانند شاه اهوره‌مزدا را پرستش نمی‌کردند. این جمله با سخن خشایارشا نیز شباهت دارد؛ مبنی بر اینکه محل پرستش دیوان را نابود کرد و به پرستش اهوره‌مزدا پرداخت. همچنین توجه داشته باشید که واژهٔ wišōb- در متون پهلوی معمولاً به نابودی‌ها و خرابی‌هایی اشاره دارد که توسط غیر زرتشتی‌ها انجام شده‌است؛ از جملهٔ آن‌ها می‌توان به خرابی‌های بددینان و به‌ویژه تباهی‌هایی که در هزارهٔ آخر و قبل از فرشگرد بر سر ایران می‌آید اشاره کرد.
بند ۱۴: کرتیر می‌گوید که برای ایزدان، شاهان و به‌خاطر روان خویش، آزار و اذیت دید؛ و بنابراین از پندی که در مینوی خرد می‌بینیم که براساس آن «هرکسی باید برای روان رنج بَرَد» پیروی کرد.
بند ۱۶: اعمال ضد بددینان، مسامحتاً به معنای «مرتدان»، که توسط کرتیر تنبیه و اصلاح شدند به اوستا برمی‌گردد؛ آنجا که اَشموغ‌ها در زمرهٔ دیگر بدکاران قرار گرفته‌اند. این واژه در زند به طرق مختلف توضیح داده شده‌است: مثلاً در یسنا ۹٫۱۸ کسی است که از اَشه پیروی نمی‌کند، کسی است که هستی را نابود می‌کند و کسی است که تنها در گفتار متوجه دین مزدیسنایی/زردشتی است و در عمل پایبند نیست. همچنین در دینکرد کسی است که کردارهای والا و نیک را بی‌اهمیت و کردارهای بی‌اهمیت را والا می‌پندارد. در ترجمهٔ پهلوی، ahu مطابق معمول hērbed ud dastwar تعبیر شده‌است؛ یعنی در دورهٔ ساسانیان باور بر این بوده‌است که بددینان موبدان را مخصوصاً به قصد نابودی هدف قرار می‌دهد. معنای اصلی اشموغ به عنوان «کسی که اشه را مغشوش/تار می‌کند»، احتمالاً در یسنا ۳۲٫۱۳ ارجاع پیدا می‌کند؛ آنجا که سراینده از کسی که «آن‌ها را از دید اشه دور نگه می‌دارد» گلایه می‌کند. در سنت متأخر احتمالاً به درستی گفته می‌شود این شخص همان بددین است. لازم است ذکر شود که برخلاف آنچه گاهی پنداشته می‌شود، دلیل متقنی وجود ندارد که فعل nixrust به معنای «عذاب دادن/شکنجه کردن» باشد؛ در متون مانوی مفعول‌های این فعل دیوان و اهریمنان هستند، اما جایی تنبیه مذکور توصیف نشده‌است.
به نظر می‌رسد گومَرزاگ به افرادی اشاره دارد که marzišn به معنی «آمیزش جنسی» را به روش اشتباه انجام می‌دهند. مقایسه کنید با abārōn-marzīh به معنی «آمیزش جنسی نادرست» در پهلوی که مبحثی جامع در متون این زبان است؛ و daštān-marzīh ud abārīg abārōn-marzīh به معنای «آمیزش جنسی با زن حائض و انواع دیگر آمیزش جنسی ناپسند»؛ و dēwēzagīh ud ahlaw-γnīh ahlomōγīh kūn-marz ǰādūgīh به معنی «قربانی کردن برای دیوان، کشتن پرهیزگاران، «ارتداد»، آمیزش جنسی مقعدی، جادوگری»؛ وهمچنین در گزارش ویراف که abārōn-marzišnīh به زنای محصنه از جانب همسر اشاره دارد. شکی نیست که این عبارت می‌تواند به رفتار همجنس‌گرایانه نیز اشاره داشته‌باشد.
بند ۱۷: پیروی از خویدوده همخوانی دارد با تأکیدهای متأخر بر این نوع از ازدواج به عنوان یکی از بهترین کردارها یا بهترین کرداری که پیرو مزدیسنا می‌تواند انجام دهد.
عبارت u-m was dēn ōšmurd به معنای «دین‌های زیادی را برشمردم و آیین‌های متعددی را به انجام رساندم»، با پند منسوب به بزرگمهر همخوانی دارد: «برترین کردار چیست؟ - برشماری دین».
بند ۲۱: کرتیر می‌گوید دلیل نشانه خواستنش از ایزدان این بود که او و خوانندگان این سنگ‌نوشته در انجام مناسک آیینی اطمینان بیشتری داشته‌باشند. این سخن همانندهایی در دیگر متون پهلوی، زند یسنا ۳۴٫۶ و احتمالاً خود یسنا ۳۴٫۶ دارد. در اینجا آمده که «چرا که اگر همهٔ شما به راستی در این راه هستید … پس آن را به عنوان نشانه‌ای دهید. .. تا با اطمینان بیشتری برگردم و ستایش‌تان کنم و برایتان قربانی کنم».
بندهای ۳۱ تا ۳۳: همانندی قابل توجهی که بین پاره‌ای از روایت معراج و گزارش ویراف از یک سو و افسانهٔ زردشت از سوی دیگر وجود دارد، تأکید بر موقعیت شخصیت‌ها هنگام عبور از پل و ماورای آن است: یکی از شخصیت‌ها جلوتر و دیگری عقب‌تر حرکت می‌کند و دقیقاً پس از آن‌که *رهیگ‌ها از منظرهٔ دوزخ به وحشت می‌افتند، وارد داستان می‌شوند. به همین طریق هنگامی که ویراف از منظرهٔ دوزخ وحشت می‌کند، سروش و آذریزد او را همراهی می‌کنند؛ سروش جلوتر و آذریزد عقب‌تر حرکت می‌کنند. همچنین این که بهمن چگونه زردشت را به ملاقات اورمزد می‌برد بخشی از گزارش است. واقعه به این صورت شروع می‌شود که زردشت مردی (بهمن) را می‌بیند که «از سمت نیمروز [=جنوب] می‌آید». آن‌ها در پایان گفتگویشان با هم می‌روند: «بهمن و زردشت، پیش و پس». به نظر می‌رسد جزئیات واقعه از جمله بخش‌های متداول روایت‌های معراج هستند.
همین روایت شامل زند یکی از قطعات گاهانی است که (توسط بهمن؟) از زردشت در مورد هویّت و وفاداری‌اش سؤال می‌شود. بهمن از زردشت می‌پرسد که کیست، چرا رنج می‌برد، بر چه چیزی می‌کوشد و اراده‌اش بر چه سمتی است. زردشت جواب می‌دهد که پاسخ هر سه سؤال پرهیزگاری است. ترجمهٔ پهلوی یسنا ۴۳٫۸ جزئیات بیش‌تری دارد: زردشت پاسخ می‌دهد که او یک «زیان‌رسان آشکار» است. پاسخ زردشت به این صورت تفسیر شده‌است که «من بدکاران را آشکارا زیان می‌رسانم» و «از روان‌های پلید انتقام می‌گیرم». در زند بخش‌های دیگر قطعه به این صورت ترجمه شده‌اند که زردشت می‌گوید فرد پرهیزگار را به شاهی خواهد رساند و جسم نهایی اتفاق خواهد افتاد.
واضح است که روایت کرتیر الگویی مشابه از این نوع تفسیر را دارد و از روی این دو نمونه از دینکرد هفتم در می‌یابیم که احتمالاً کرتیر به تبعیت از اسلاف خود که اوستای متأخر را نوشتند، خود را «پیرو زردشت» و «یک زردشتی» می‌دانسته‌است. در یسنا ۱۲، موبد آشکارا اعلام می‌کند که از زردشت پیروی می‌کند، دیوان را رها می‌کند و از رهنمودهای اهوره‌مزدا پیروی می‌کند و الخ این همان کاری است که کرتیر انجام می‌دهد. حتی ممکن است کرتیر خود را «یک زردشت (دیگر)» پنداشته باشد، همان‌طور که موبد در یسنای ۸٫۷ خود را چنین پنداشته بود؛ در این بخش از یسنا، موبد خود را به صورت واضح زردشت (دیگر) عنوان می‌کند که با گفتار، پندار و کردار خود دین اهوره‌مزدا و زردشت را یاری می‌دهد.
بنابراین کرتیر در هماهنگی کامل با سنت مزدیسنایی (زردشتی) بود؛ هیچ چیزی در سنگ‌نوشته‌ها نیست که معادلی در سنگ‌نوشته‌های هخامنشی یا ادبیات پهلوی (و یا هر دو) نداشته‌باشد. در نتیجه در سنگ‌نوشته‌ها مبنایی وجود ندارد که براساس آن بگوییم کرتیر جنبشی اصلاحی را آغاز کرد یا آن‌طور که گاهی گفته می‌شود، راست‌کیشی را دوباره به راه انداخت.

### رفتار با سایر ادیان

#### مانویان
نام کرتیر برای نخستین بار در کتاب مواعظ مانوی قبطی ظاهر شد. این کتاب توسط هانس یاکوب پولوتسکی در سال ۱۹۳۴ به چاپ رسید. در این کتاب در گزارش سفر مانی گفته می‌شود هنگامی که مغ‌ها دریافتند مانی به گندی‌شاپور آمده عصبانی شدند و شکایتش را نزد کَردِل بردند، او نیز به بالادستی‌هایش گفت، آن‌ها نیز به شاه اطلاع دادند و شاه نیز مانی را محکوم کرد. مانی نیز به پیشگاه شاه آورده شد و شاه او را به‌خاطر عدم اطاعت از دستورهایی که سه سال پیش به او داده بود سرزنش کرد و در خصوص آموزه‌هایش از او توضیح خواست. این ماجرا احتمالاً همان جلسه‌ای است که در یکی از نخستین متون مانوی ایرانی منتشرشده یعنی M3 توصیف شده‌است؛ در این کتاب نام کرتیر ذکر نشده اما همنام او کردیر اردوان ذکر شده‌است. دفاعیهٔ مانی در مواعظ قابل توجه است؛ آنجا که او اشاره می‌کند شاپور و ایزدان پشتیبانش بوده‌اند، تا حدی با احوال کرتیر مشابهت دارد. شاه که مجاب نشده بود، دستور می‌دهد مانی زندانی شود و دست‌ها، پاها، و گردن او را به زنجیر بکشند. همچنین نام کرتیر در متنی پارتی ذکر شده‌است که علیه مانی دسیسه می‌کند. ماجرا در تاریخ یعقوبی این‌گونه بازگو شده‌است که موبدی که نامش ذکر نمی‌شود، پیشنهاد می‌کند در معدهٔ او و مانی سُرب مذاب بریزند تا مشخص شود چه کسی بر حق است. مانی نمی‌پذیرد و به زندان می‌افتد و شب هنگام می‌میرد.
به دلیل دست داشتن کرتیر در اعدام مانی، گفته می‌شود که سنگ‌نوشته‌های او مشخصاً آموزه‌های مانی را هدف قرار داده‌اند. نخستین فردی که این ادعا را مطرح کرد رابرت چارلز زنر بود. او به بند موجود در سنگ‌نوشتهٔ نقش رجب استناد می‌کند که براساس آن بهشت و دوزخ وجود دارند و پاداش و جزای نیکوکاران و بدکاران‌اند. زنر اعتقاد دارد که «نیاز بود بر این حقایق تأکید شود، چرا که مورد تردید قرار گرفته بودند» و همچنین این نیاز را از طریق تعارض بین آیین زروانی و مزدیسنا توضیح می‌دهد.
ولادیمیر لوکونین فصل چهارم کتابش را به کرتیر و مانی و بحث دین رسمی/حکومتی اختصاص داده‌است. والتر هینتس تاریخ بازسازی‌شده‌ای از دوران حضور مانی در دربار شاپور تا زمان اعدامش به‌دست بهرام یکم در ماه‌های آخر حکومتش و نیز افکار و احساسات کرتیر ارائه داده‌است. او کرتیر را فردی «مُبَلغ» به تصویر کشیده‌است و چنین پنداشته که مانی و گسترش مانویت موجب شد تا کرتیر به نمایندگی دین، دست به فعالیت‌هایی بزند و نزاع آن‌ها را «نزاعی بین دو پیامبر می‌داند». برخلاف مانی، شاهدی مبنی بر اینکه کرتیر خود را پیامبر خوانده باشد در دست نیست؛ در این معنی که پیامی نو از خدا آورده باشد. هدف کرتیر تقویت آیین مزدیسنایی موجود بوده‌است.
جیمز راسل با جزئیات به الگوی شَمَنی روایت معراج می‌پردازد و تأکید می‌کند که مانویت برای احیای مزدیسنا حائز اهمیت بود، زیرا نوعی ارتداد در برابر مزدیسنا تلقی می‌شد و مخالفت با آن «می‌توانست منجر به بازنگری غیرمنتظره و بررسی مجدد آموزه‌های زردشتی شود»؛ همچنین راسل اعتقاد دارد که این نقش‌آفرینی کرتیر در مسئلهٔ مانی بود که باعث شد در دوران بهرام یکم ترفیع یابد.

#### آیین زروانی
این نظریه که فرمانروایانِ نخستین ساسانی «زروانی» بودند، توسط هنریک سموئل نیبرگ و آرتور کریستنسن مطرح شد و توسط رابرت چارلز زنر و مری بویس بسط یافت. با این حال دربارهٔ زروانی بودن کرتیر یا شاهان ساسانی هیچ‌گونه شاهدی در سنگ‌نوشته‌ها وجود ندارد.
مانفرد هوتر این ایده‌ها را بیشتر بسط داد و ادعا کرد که تعارض بین آیین زروانی رایج و مانویت در حال شکوفایی باعث مرگ مانی شد. هر دو آیین «همواره دوستدار جهان‌شمولی بودند» و از به قدرت رسیدن کرتیر لطمه دیده بودند. این درگیری «کنار گذاشته شد تا راه برای رسمی‌شدن دین زردشت به عنوان دینی ملی‌گرایانه در ایران هموار شود». او زروانی بودن شاپور را حقیقتی مسلم می‌داند و ادعا می‌کند اگر مانی زروان را نمی‌شناخت «هیچگاه» خدای بزرگ خود را زروان «نمی‌خواند». هوتر نتیجه می‌گیرد که شاهان متقدم هر کدام «خداشناس درباری» خود را داشتند: اردشیر تنسر را داشت، شاپور مانی را داشت، و هرمزد و بهرام‌ها کرتیر را داشتند. نکته اینکه کاربرد Srōšahrāw یعنی سروش به‌عنوان اسم بزرگترین خدا در متون مانوی پارتی، چیزی دربارهٔ درجات خدایان پارتی یا باورهای پارتیان اثبات نمی‌کند.
این فرض که زروان در آیین مزدیسنا نقش مهمی ایفا نکرده‌است، در حالی که به نظر می‌رسد چنین نقشی داشته‌است، صرفاً یک فرض است. واقعیت این است که آیین زروانی در مقام یک بدعت یا شاخه‌ای از آیین زردشتی متقدم با آموزه‌های خاص خود، برساختی غربی است که تنها از طریق طبقه‌بندی ادیان ایرانی در آثار مورخان دین‌شناس مسلمان قابل توجیه است.

#### شمنیسم
جنبه‌های شمنی روایت معراج کرتیر برای نخستین بار توسط گریگوری ماکسیموویچ بونگارد-لِوین و ادوین گرانتوسکی ذکر شده‌اند و مکرراً توسط ژینیو و راسل مورد بحث قرار گرفته‌اند.

#### یهودیت
به عقیدهٔ جیکوب نیسنر، شاپور «مانی را ترغیب کرد اندیشه‌ای التقاطی را بسط دهد» که بتواند ادیان دیگر را «تحت لوای یک آیین درآورد». کرتیر نیز «مطیع سیاست مدارای شاه بزرگ بود»، اما پس از مرگ شاپور، با بهره‌گیری از قدرت خود سیاست مدارای شاپور را کنار گذاشت. او همچنین اعدام مانی را «قتلی قضایی» می‌داند که به‌دست کرتیر و مغ‌های همدستش انجام شده‌است. موشه بیر در پژوهش خود بر روی سه فرمان ضدیهودی مربوط به سدهٔ سوم نتیجه می‌گیرد که این فرمان‌ها به زمانی قبل از کرتیر تعلق دارند؛ در زمان کرتیر آزار و اذیت یهودیان «به اوج خود رسید» و «به گواه خودش… اقدامات مذهبی متعصبانه» که همراه با سخت‌گیری‌های شدید بر یهودیان بود، «به قصد اضمحلال ویژگی‌های منحصربه‌فرد بابلی‌ها، یهودیان، و دیگر ادیان غیر مزدیسنایی انجام شد» که البته «هدف فرمان‌ها این نبود». ریچارد کالمین اگرچه کرتیر را «روحانی متعصب زردشتی» می‌داند، با این حال در این عقیده که کرتیر به نابودی کنیسه‌ها اشاره می‌کند تردید دارد و معتقد است شماری از اقداماتی که مغ‌ها علیه یهودیان انجام داده‌اند لزوماً بیانگر آزار و اذیت نیستند بلکه نشان می‌دهند که مغ‌ها چگونه توانستند قوانین مذهبی خود را در جامعهٔ یهودیت حفظ کنند.

## فراموشی در تاریخ
در طول تاریخ ساسانی، تنها کسی که علی‌رغم نداشتن مقام شاهی و عدم عضویت در خاندان شاهی توانست نام، چهره و داستان خود را در قالب سنگ‌نوشته و نقش‌برجسته ماندگار سازد، کرتیر بود. کرتیر یکی از معدود افراد در تاریخ ساسانیان است که زندگینامهٔ خود را به روایت اول شخص ثبت کرده‌است و سنگ‌نوشته‌های او را می‌توان نوعی بیوگرافی محسوب کرد. با این حال، در هیچ‌کدام از نوشته‌های ادبی و دینی زردشتی نامی از کرتیر به میان نیامده‌است. چرایی سکوت متون پهلوی و تاریخ‌نگاران مسلمان دربارهٔ کرتیر و موردتوجه بودن تنسر و آذرباد پسر مهراسپند در آیین زردشتی ساسانیان متقدم موضوع گمانه‌زنی‌های بسیاری پس از رمزگشایی سنگ‌نوشته‌ها شد. ژان دو مناش احتمال می‌دهد پس از آن که سنگ‌نوشته‌ها زیر خاک مدفون یا ناخوانا شدند، کرتیر نیز از خاطره‌ها محو گشت؛ شاید انزجاری که نرسه، سپس آذرباد و در نهایت مهرنرسه از کرتیر پراکنده بودند، در این امر مؤثر بوده باشد. احمد تفضلی بر این باور است که چون کرتیر از مذهب برای پیشبرد مقاصد سیاسی خود استفاده کرده بود، تاریخ‌نگاری زردشتی او را به فراموشی سپرد. از سوی دیگر، ریچارد فرای معتقد است که حذف کرتیر از تاریخ نمی‌تواند علتی سیاسی داشته‌باشد و در ادامه می‌گوید که این حذف یا علتی دینی دارد یا اینکه از کرتیر با نام «تنسر» یاد شده‌است.

### یکی دانستن تنسر و کرتیر
در گزارش‌های تاریخی و نوشته‌های دینی دورهٔ ساسانیان هیچ‌گونه اشاره‌ای به نام تنسر دیده نمی‌شود و در سنگ‌نوشتهٔ شاپور یکم بر کعبهٔ زردشت هم از هیچ چهرهٔ دینی‌ای در فهرست نام درباریان اردشیر بابکان یاد نشده‌است. ازاین‌رو، چون نام تنسر با همهٔ بزرگی او در نوشته‌های ادبی و دینی زردشتی، در هیچ‌کدام از سنگ‌نوشته‌های دورهٔ ساسانیان دیده نمی‌شود و از سوی دیگر، نام کرتیر تنها در سنگ‌نوشته‌های خود او و سنگ‌نوشتهٔ شاپور یکم بر کعبهٔ زردشت و در گزارش‌های مانویان آمده‌است و در هیچ‌کدام از نوشته‌های ادبی و دینی زردشتی به چشم نمی‌آید، پاره‌ای از پژوهندگان، تنسر و کرتیر را یکی انگاشته‌اند. امروزه فرضیهٔ یکسانی تنسر و کرتیر تا حد زیادی کنار گذاشته شده‌است، اما این فرضیه در دهه‌های ۱۹۴۰ تا ۱۹۵۰ درخور توجه بود و چنین تصور می‌شد که قدرت روحانی در دورهٔ اردشیر زیر نظر تنسر بود و کرتیر از دورهٔ هرمزد یکم به بعد، روحانی ارشد شاهنشاهی محسوب می‌شد. ژان دو مناش تأکید می‌کند که اقدامات کرتیر نوعی راست‌کیشی به حساب می‌آمده‌است که ابداع خود کرتیر نبوده بلکه نتیجهٔ کارهای نفر قبل از او یعنی تنسر بوده‌است که اوستا را مدون کرد. مری بویس نیز این نظر را قبول دارد و کرتیر را «دومین روحانی اعظم» و تنسر را اولین روحانی اعظم می‌خواند.
پیش از همه، هرتسفلد بود که این دو چهرهٔ تاریخی را یکی پنداشت. اسپرنگلینگ هم که پیش از دیگران به ترجمهٔ سنگ‌نوشته‌های کرتیر پرداخت، این دو را یکی شناخت و باور داشت که آنچه در دینکرد دربارهٔ فعالیت‌های دینی تنسر آمده‌است، گزارش فعالیت‌های دینی موبد کرتیر است که او در سنگ‌نوشته‌های خود به آن‌ها پرداخته‌است. همچنین لوکونین به سادگی تنسر را چهره‌ای افسانه‌ای و نامهٔ تنسر را هم ساخته و پرداختهٔ موبدان زردشتی در سدهٔ ششم میلادی خواند. با وجود این، مری بویس با استدلال‌هایی، تنسر و کرتیر را همچون دو چهرهٔ تاریخی جداگانه بازشناخت. او با اشاره به ناهمسانی نام‌شناختی این دو، نشان داد که کرتیر و تنسر، هر دو نام‌هایی خاص‌اند، چنان‌که در خود سنگ‌نوشتهٔ شاپور یکم بر کعبهٔ زردشت، گذشته از نام «کرتیر هیربد»، دو نام «کرتیر پسر اردوان» و «مهرگ پسر تنسر» هم دیده می‌شوند که نشان‌دهندهٔ وجود نام‌های کرتیر و تنسر در آغاز دورهٔ ساسانیان‌اند. همچنین بویس یادآور شد که دورهٔ زندگانی و فعالیت‌های مذهبی تنسر و کرتیر با همدیگر یکی نیستند، چون به‌گزارش منابع گوناگون تاریخی و خودِ نامهٔ تنسر، او در دورهٔ اردشیر بابکان زندگی می‌کرد و اوج فعالیت‌ها و قدرت او، در دورهٔ فرمانروایی اردشیر بوده‌است، اما از درون‌مایهٔ سنگ‌نوشته‌های کرتیر پیداست که او در دورهٔ اردشیر بابکان باید بسیار جوان بوده‌باشد و اوج نیرومندی و فعالیت‌های او در دورهٔ بهرام دوم بوده‌است. از سوی دیگر، بویس استدلال آورد که زمینهٔ فعالیت‌ها و دستاوردهای تنسر و کرتیر کاملاً با همدیگر ناهمخوانند. در تاریخ دین زردشتی، نام تنسر همیشه در پیوند با تلاش‌های او در گردآوری متن‌های مقدس زردشتی و فراهم‌آوردن متن معیاری از اوستا و نگهدارای آن دیده می‌شود، اما کرتیر در سنگ‌نوشته‌های خود، هیچ اشاره‌ای به انجام چنین کارهایی از سوی خود نمی‌کند و روی‌هم‌رفته باید کرتیر و تنسر را دو چهرهٔ تاریخی جداگانه بازشناخت.

## شخصیت

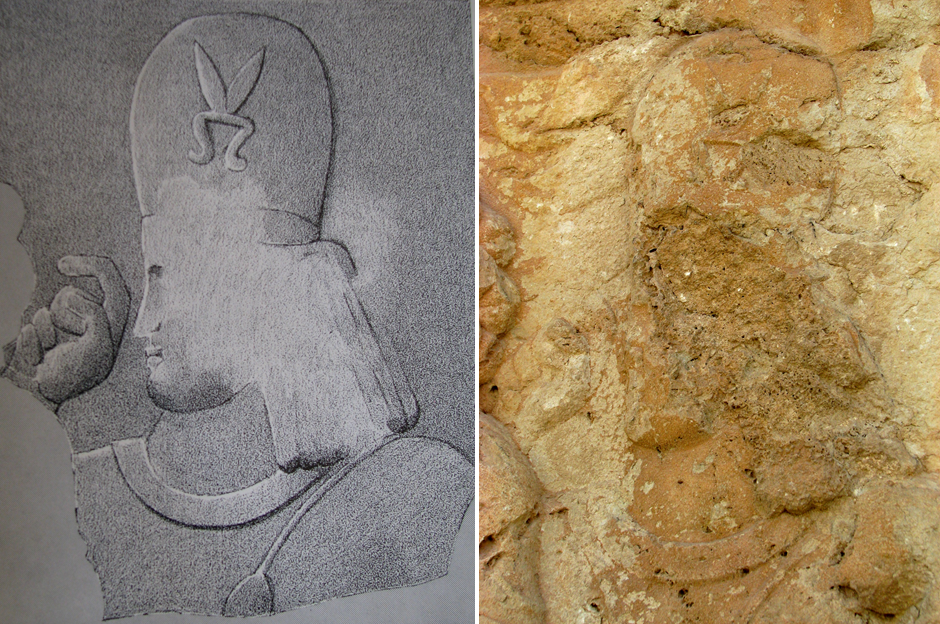
تصویر کرتیر در سرمشهد

هم در منابع ایرانی و هم در منابع غیر ایرانی گرایش به پیچیده‌سازی و اغراق در مورد کرتیر دیده می‌شود. تعدادی از پژوهشگران از چارچوب دیدگاه مدرن و نامربوط خود دیدی انتقادی و سختگیرانه نسبت به کرتیر دارند. زنر، کرتیر را «خشک‌مذهبی با شوق و حرارت بسیار» می‌داند و به «جریان عدم تساهل که توسط کرتیر به راه افتاد و مجدانه پیگیری شد» اشاره می‌کند. اخیراً می‌بینیم که از او با عنوان «متعصب بی‌رحم، کرتیر، که موج بیگانه‌ستیزی حکومتی را رواج داد» و «تندرو» یاد می‌شود. از دیگر سو، کرتیر فردی روحانی توصیف می‌شود که آرزومند حقیقتی دینی است که می‌بایست بر همگان آشکار شود. از بین منابع غیر ایرانی، نیسنر از «اشتیاق حکومت [ساسانی] به برنامه‌های کرتیر» صحبت می‌کند و می‌گوید «از نظر کرتیر، یهودیان بسیار پریشان شده‌اند».

کرتیر بر اساس اصطلاحاتی که خود استفاده می‌کند، صرفاً در حال انجام‌دادن کاری بود که آیین مزدیسنا او را وادار به انجام آن می‌کرد. حقیقتی که کرتیر در پی آن بود، سنت اصیلی (دین مزدیسنا) بود که از پیشینیانش به او رسیده بود؛ این سنت بر پایهٔ باور به دو جهان انسان و ایزدان/دیوان و باور به وجود نیک و بد از ازل بود و اینکه وظیفهٔ هر فرد مزدیسنایی نیک، شرکت در نبرد علیه شر است تا زمانی که شر در نهایت مغلوب شود؛ بنابراین به‌عقیدهٔ شروو دلایل زیادی وجود دارد که او را راست‌کیش بداند؛ برخلاف بویس که اعتقاد دارد چیزی در سنگ‌نوشته‌ها وجود ندارد که «دال بر راست‌کیش بودنش باشد».